# Alastorynerus wolffi
Alastorynerus wolffi är en stekelart som beskrevs av Giordani Soika 1974. Alastorynerus wolffi ingår i släktet Alastorynerus och familjen Eumenidae. Inga underarter finns listade i Catalogue of Life.